# Bahnhof Bad Ems
Der Bahnhof Bad Ems ist ein Bahnhof in der Stadt Bad Ems an der Lahntalbahn Koblenz–Wetzlar. Das Empfangsgebäude und die Fußgängerunterführung stehen unter Denkmalschutz.

## Geschichte

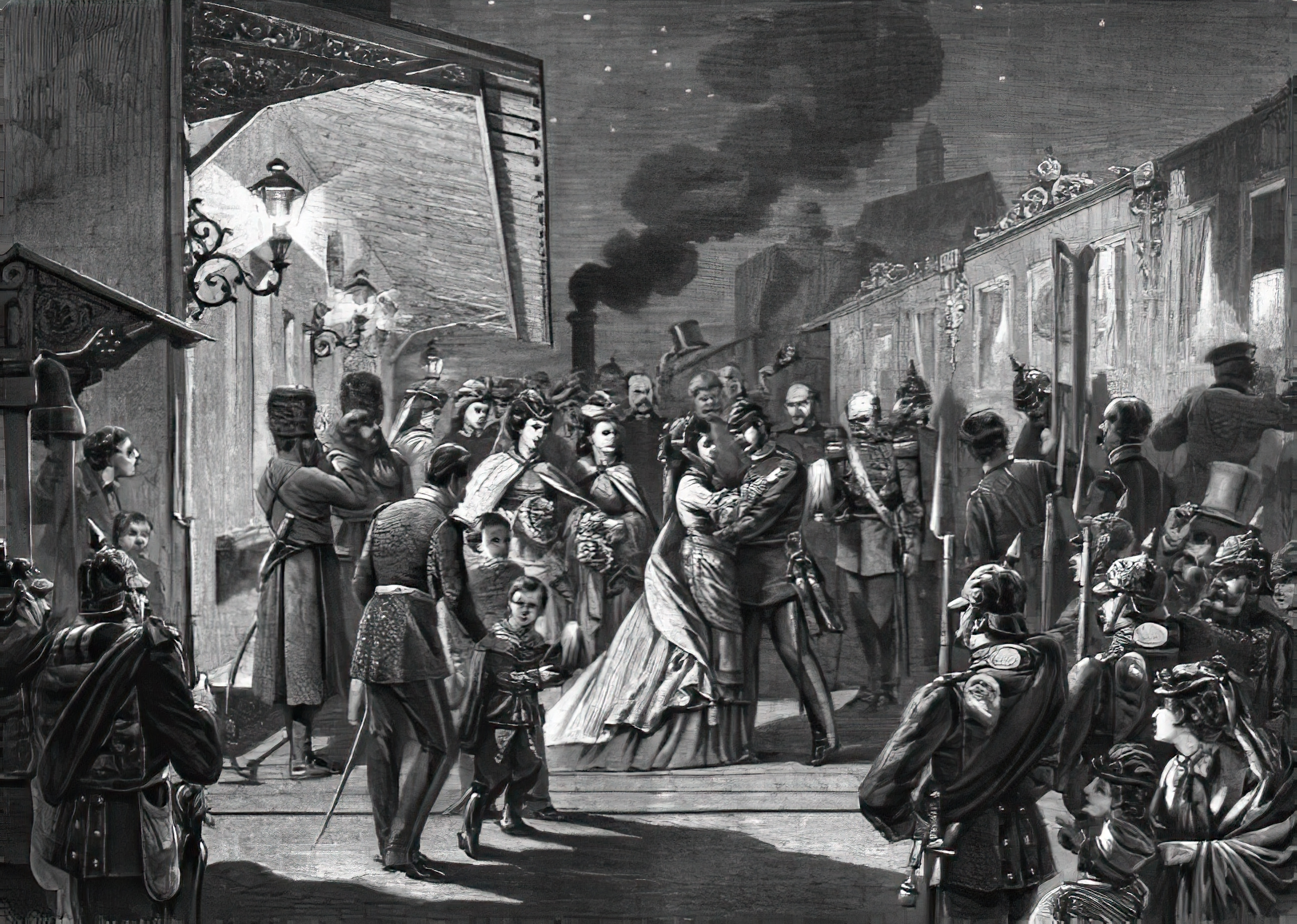
Ankunft des Zaren Alexander II. von Russland auf dem Bahnhof von Bad Ems, 1871

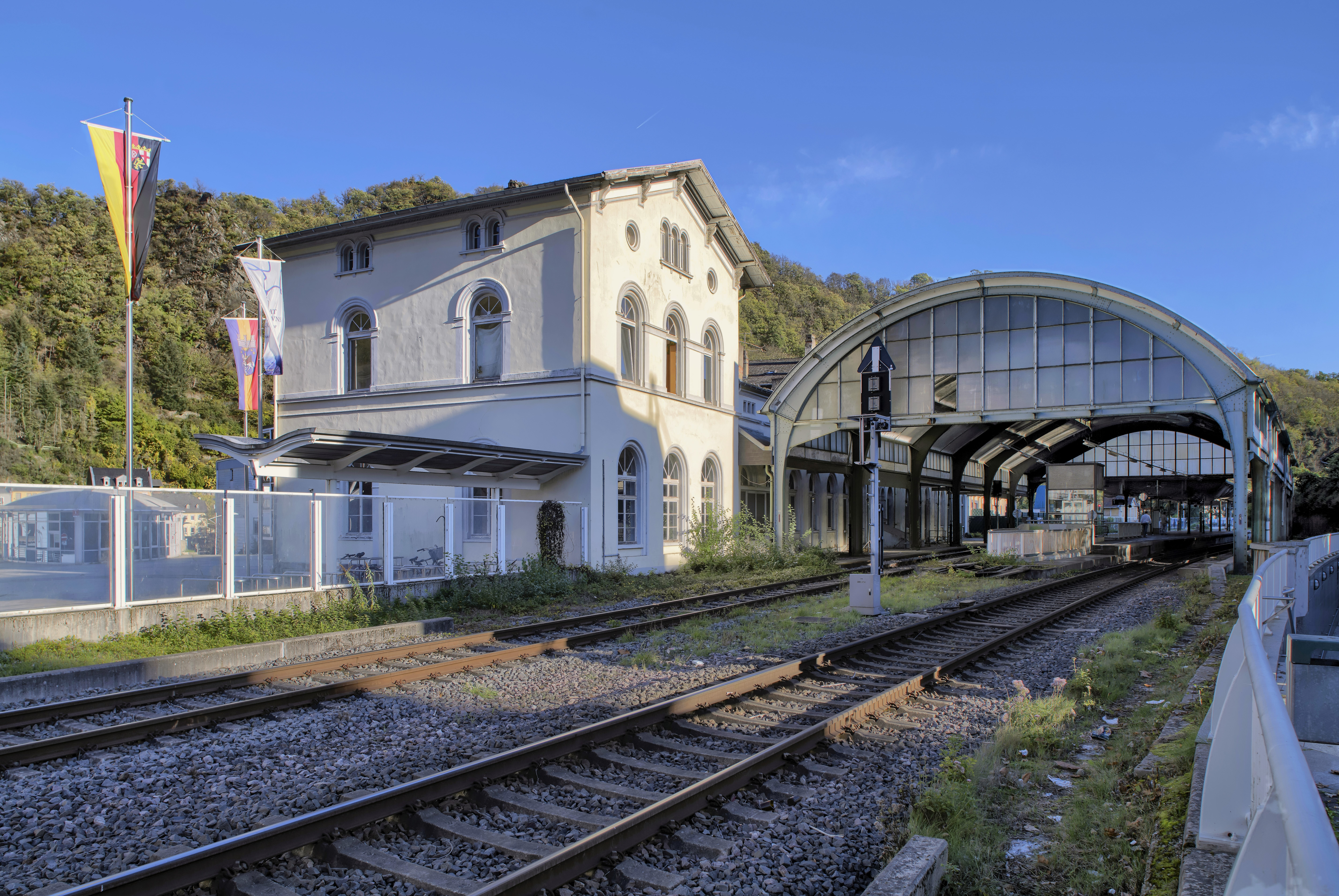
Hauptgebäude und Bahnsteighalle

Als erster Streckenabschnitt nach Bad Ems wurde die Bahn von Oberlahnstein her am 1. Juli 1858 eröffnet. Bis Wetzlar und Gießen konnte 1863 durchgefahren werden. Das damals errichtete Empfangsgebäude stammt im Kern wohl von Heinrich Velde. 1910 wurde von MAN eine Bahnsteighalle angebaut, die heute als kleinste im DB-Netz gilt. 1912 wurde das Empfangsgebäude erweitert.
Die Französische Besatzungsmacht ordnete nach dem Zweiten Weltkrieg alle Bahnstrecken im nördlichen Teil ihrer Besatzungszone der Eisenbahndirektion Mainz zu. Hierher gehörte auch der Bahnhof Bad Ems. Mit der schrittweisen Auflösung der Bundesbahndirektion Mainz in den Jahren 1971/72 fiel die Zuständigkeit für den Bahnhof zum 1. April 1971 an die Bundesbahndirektion Frankfurt/M.

## Hochbauten

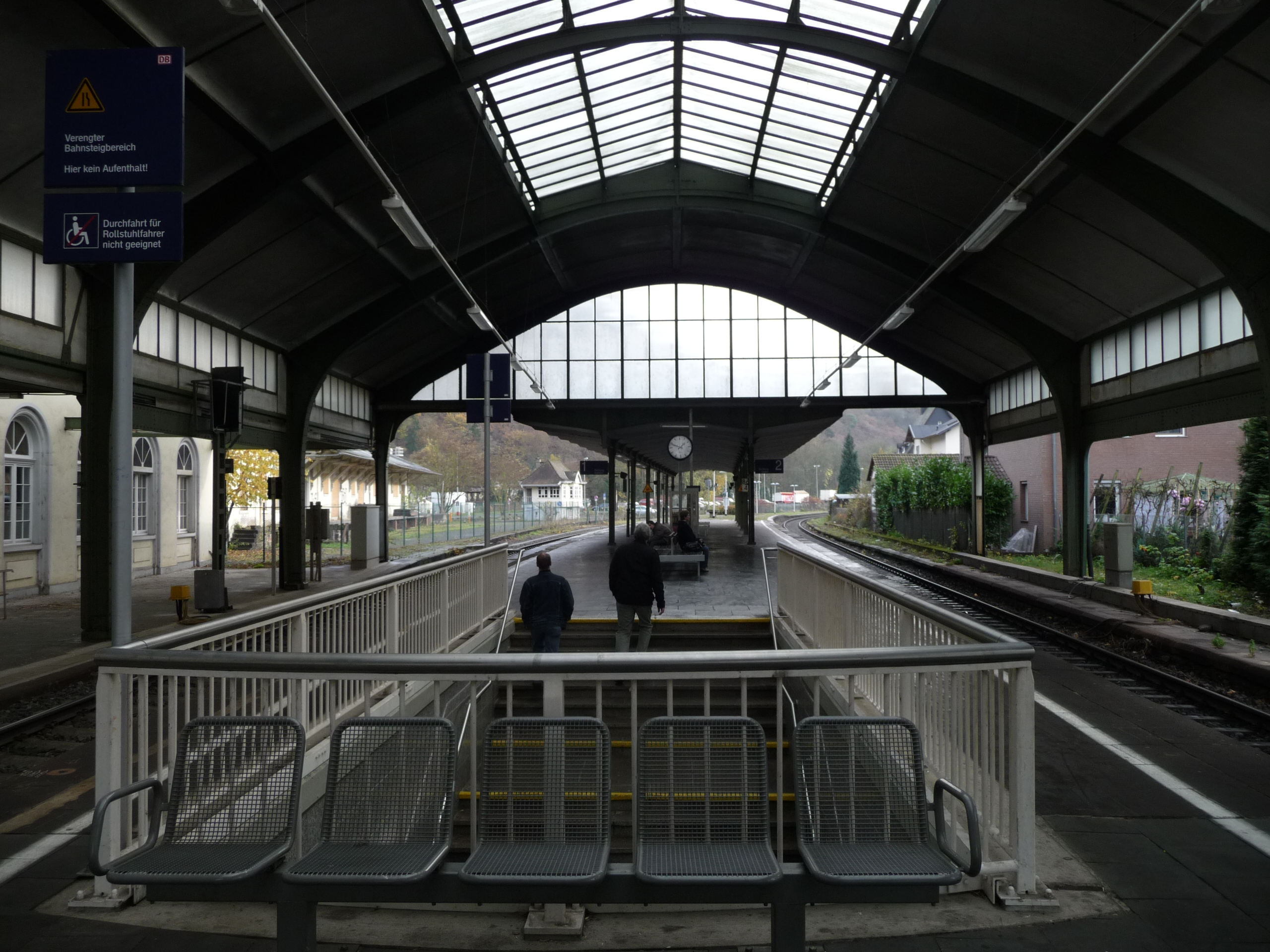
Bahnsteighalle innen

Die Hochbauten des Bahnhofs sind: Das Empfangsgebäude, ein Anbau, der früher als Fürstenbahnhof diente, und die Bahnsteighalle. 
Ihre Entstehung verdankt sie der hohen Bedeutung von Bad Ems als Kurbad der Belle Époque. Das Ensemble ist ein Kulturdenkmal nach dem Rheinland-Pfälzischen Denkmalschutzgesetz.
Eine nachträglich eingebaute Unterführung verbindet das Empfangsgebäude mit dem Mittelbahnsteig und der Braubacher Straße (L 327) auf der anderen Bahnhofsseite. Der dortige Eingang ist mit einer Rollstuhlrampe ausgestattet. Die Unterführung nutzt vom Empfangsgebäude aus den Anbau, in dem Reste der Malerei an der Decke erhalten sind. Von hier führen Treppen und Aufzugsanlagen in die Unterführung, zum Bahnsteig und zur Braubacher Straße.

## Gleisanlagen
Der Bahnhof hat einen 55 cm hohen Mittelbahnsteig. Dieser hat an Gleis 1 für Züge nach Koblenz Hauptbahnhof eine Nutzlänge von 214 Metern, an Gleis 2 für Züge nach Limburg (Lahn) und Gießen eine Nutzlänge von 170 Metern.
Die Station war zwischenzeitlich aus betrieblicher Sicht ein Haltepunkt. Damit in den Hauptverkehrszeiten mehr Züge über die Lahntalbahn verkehren können, wurden im August 2015 Weichen eingebaut und die Signale angepasst. Somit ist Bad Ems betrieblich wieder ein Bahnhof.

## Verbindungen

### Bahn
Im Bahnhof Bad Ems halten die folgenden Linien des Schienenpersonennahverkehrs (Stand 2021):
| Linie | Verlauf | Takt                          |
| ----- | --- | ----------------------------- |
| RB 23 | Lahn-Eifel-Bahn: (Kaisersesch → Urmersbach → Monreal → Mayen West →) (einzelne Fahrten) Mayen Ost – Kottenheim – Thür – Mendig – Kruft – Plaidt – Miesenheim – Andernach – Weißenthurm – Mülheim-Kärlich – Koblenz Stadtmitte – Koblenz Hbf – Niederlahnstein – Friedrichssegen – Nievern – Bad Ems West – Bad Ems – Dausenau – Nassau (Lahn) – Obernhof (Lahn) – Laurenburg (Lahn) – Balduinstein – Fachingen (Lahn) – Diez – Limburg (Lahn) Stand: Fahrplanwechsel Dezember 2021 | 60 min (+ Verstärker zur HVZ) |
| RE 25 | Lahn-Eifel-Bahn: Koblenz Hbf – Niederlahnstein – Bad Ems – Nassau (Lahn) – Diez – Limburg (Lahn) – Weilburg – Wetzlar – Gießen Stand: Fahrplanwechsel Dezember 2021 | 120 min                       |

### Bus
Die nahegelegene Haltestelle „Bad Ems Hauptbahnhof“ wird von folgenden Linien im Stadt- und Regionalbusverkehr bedient:
- 456: Bad Ems–Welschneudorf–Montabaur
- 547: Stadtverkehr Bad Ems
- 557: Bad Ems–Arzbach–Neuhäusel(–Koblenz)